# Хоэнрода
Хоэнрода (нем. Hohenroda) — община в Германии, в земле Гессен. Подчиняется административному округу Кассель. Входит в состав района Херсфельд-Ротенбург.  Население составляет 3255 человек (на 31 декабря 2010 года). Занимает площадь 35,74 км².